# Карлайл Тапселл
Карлайл Тапселл (24 липня 1909 — 6 вересня 1975) — індійський хокеїст на траві.
Олімпійський чемпіон 1932, 1936 років.